# Poulsenia
La Poulsenia és un gènere de plantes de la tribu de les castíl·lies dins la família de les moràcies, nadiua de les selves del sud de Mèxic a Bolívia i Veneçuela.